# O Vilar (Ames)
O Vilar es una aldea española situada en la parroquia de Ameijenda, del municipio de Ames, en la provincia de La Coruña, Galicia.

## Demografía
| Gráfica de evolución demográfica de O Vilar entre 2000 y 2023 |
|                                                               |
| Datos según el nomenclátor publicado por el INE.              |